# Michael J. Fox

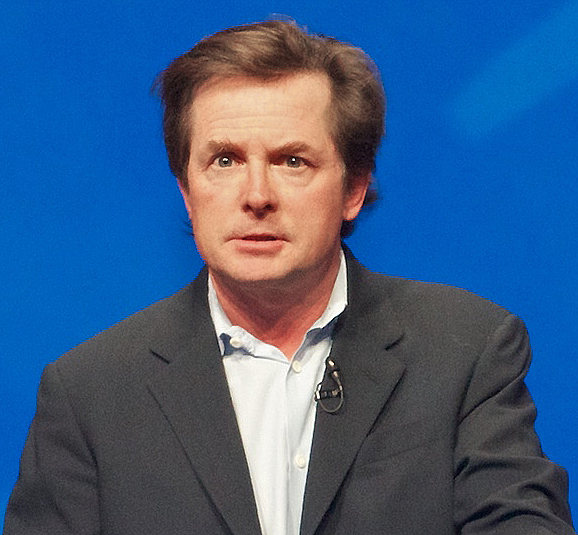
Michael J. Fox in 2012

Michael J. Fox, artiestennaam van Michael Andrew Fox, (Edmonton, Alberta, 9 juni 1961) is een van geboorte Canadees acteur, die voornamelijk bekend is geworden door zijn rol als Alex P. Keaton in Family Ties en als Marty McFly in de Back to the Future-trilogie. Ook speelde hij Mike Flaherty in de televisieserie Spin City.
Fox gebruikt als tweede initiaal de 'J.', als eerbetoon aan acteur Michael J. Pollard. Hij koos niet voor Michael A. Fox, omdat dit mogelijk met arrogantie geassocieerd kon worden (a fox).

## Carrière
Zijn eerste rol was op twaalfjarige leeftijd in de dramaserie The Beachcombers uit 1973. Zijn eerste rol in een film was in Letters From Frank uit 1979. In 1982 werd Fox bekend in de televisieserie Family Ties, waarin hij de conservatieve, studentikoze zoon speelde van een echtpaar uit de hippietijd. In 1984 verscheen zijn eerste film waardoor hij in de filmwereld bekend werd: Class of 1984, een mengeling tussen Dangerous Minds en A Clockwork Orange. Hierna kwam zijn grote succes in de tweede helft van de jaren tachtig met de Back to the Future-trilogie, waarin hij met Christopher Lloyd speelde. De rol van Marty McFly was aanvankelijk bestemd voor Eric Stoltz, omdat Fox werkte aan de opnamen voor de televisieserie Family Ties. Maar tijdens de opnamen vonden filmmakers Stolz niet geschikt voor de rol en vroegen ze Fox voor de rol als Marty McFly.

## Ziekte
In 1990 werd bij Fox de ziekte van Parkinson vastgesteld, wat hij echter pas in 1998 bekendmaakte. Hij speelde op dat moment een hoofdrol in de televisieserie Spin City, waarvan hij ook coproducent was. In 2000 besloot hij zich terug te trekken als acteur en werd hij in bovengenoemde serie opgevolgd door Charlie Sheen. Sindsdien is Fox fondsenwerver voor stamcelonderzoek. Hij gelooft dat die techniek in de toekomst neurologische aandoeningen kan helpen genezen.
Als gevolg van zijn ziekte moest hij het acteren in films en series opgeven en was hij voornamelijk nog stemacteur in animatiefilms. Hij speelde in 2004 een gastrol in twee afleveringen van de serie Scrubs. In 2006 had hij wel een gastrol in een aantal afleveringen van de serie Boston Legal, wat hem een Emmy-nominatie opleverde. In 2011 speelde hij 'als zichzelf' mee in de serie Curb Your Enthusiasm.
Voor zijn pleidooien voor onderzoekwerk naar ziektes werd Fox in januari 2025 door president Biden onderscheiden met de Presidential Medal of Freedom, de hoogste onderscheiding die een Amerikaanse burger kan krijgen.

## Nieuwe serie
Op 21 augustus 2012 werd bekendgemaakt dat Fox de hoofdrol ging spelen in een nieuwe komische televisieserie, de Michael J. Fox Show, gebaseerd op zijn eigen leven. Dankzij nieuwe medicatie zou hij weer in staat zijn om te acteren. De serie werd vanaf de herfst 2013 uitgezonden door NBC. Op 12 mei 2014 werd bekend dat de show werd stopgezet.

## Ander werk
Fox schreef vier autobiografische boeken over zijn ervaringen met vroeg optredende ziekte van Parkinson. Daarin vertelt hij openhartig over zijn leven voor en na de diagnose en hoe de aanvankelijke moeilijke tijd een heel belangrijke periode in zijn leven is geworden.
- Lucky Man: A Memoir (2002)
- Always Looking Up: The Adventures of an Incurable Optimist (2009)
- A Funny Thing Happened on the Way to the Future: Twists and Turns and Lessons Learned (2010)
- No Time Like the Future: An Optimist Considers Mortality (2020)

## Privéleven
Fox trouwde in 1988 met Tracy Pollan, die hij had leren kennen op de set van Family Ties. Samen hebben ze vier kinderen.
Hij bespeelt de gitaar op hoog niveau en heeft gejamd met bekende gitaristen als Steve Cropper en G.E. Smith.